# 林家冰
林家冰（1988年11月21日—），馬來西亞彭亨州關丹人，馬來西亞女藝人，前馬來西亞Astro旗下直屬藝人，有翻版陈法拉之称。林家冰是馬來亞大學音樂系的學生，也是一名音乐老师。在2011年參加了Astro国际華裔小姐競選并獲得冠軍和最上鏡小姐，成為雙料冠軍。2012年代表馬來西亞參加國際中華小姐，拿下了亞太區時尚風采大獎、大都會魅力小姐以及季軍。2012年，林家冰拍攝了第一部電影《新村1949》，在电影裡擔演女主角。現為自由身。

## 曾參選選美活動
- 2011年Astro国际华裔小姐競選
- 2012年國際中華小姐競選

## 演出作品

### 舞台劇
| 年份 | 劇名                                   | 角色   | 性質   | 备注                       |
| 2018 | 錯誤的悲喜劇 The Tragicomedy of Errors | 汉美月 | 女主角 | 首部舞台劇，以英巫俩语演绎 |

### 電視劇
| 年份 | 戏名                | 角色   | 性質       | 备注                                    |
| 2016 | 回盼 Unchained Fate | 陳丝語 | 第一女主角 | 與Astro約滿恢復自由身後，首部接拍電視劇 |

### 电影
| '年份 | 戏名                                                                     | 角色             | 性質       | 备注                                                     |
| 2013  | 新村1949 The New Village1949                                             | 林文秀           | 第一女主角 | 《新村1949》是林家冰首次担任女主角，因为题材敏感无法上映 |
| 2015  | 麻雀王 King Of Manjong                                                   | 冷冰山           | 客串       | 2015年贺岁电影                                           |
| 2015  | 午夜阴声 The Noise                                                       | 敏敏             | 第一女主角 | 2015年恐怖电影                                           |
| 2016  | 我来自纽约 The Kid From Big Apple                                        | Ivy              | 第三女主角 | 2016年本地电影                                           |
| 2017  | 我来自纽约2：当我们在一起 The Kid From The Big Apple 2: Before We Forget | Ivy              | 第三女主角 | 2017年本地电影                                           |
| 2017  | 波士糖仔 Papa, Come Home                                                 | 慧玲（糖仔母親） | 特别演出   | 2017年本地电影                                           |

### 節目主持
- 旅游节目《欢乐 Europe 360》
- 《Astro国际华裔小姐竞选2013》

### 曾拍摄MV
- 赵洁莹 — 眼泪碰石头

## 外部連結
- 林家冰的Instagram帳戶

| 前任： 葉伊秀 | Astro國際華裔小姐競選冠軍 2011年 | 繼任： 陳楚寰 |